# 24 Ore di Le Mans 2010
La 24 Ore di Le Mans 2010 è stata la 78ª maratona automobilistica svoltasi sul Circuit de la Sarthe di Le Mans, in Francia, il 12 e il 13 giugno 2010 organizzata dall'Automobile Club de l'Ouest (ACO). 56 vetture parteciparono all'evento divise in 4 categorie.

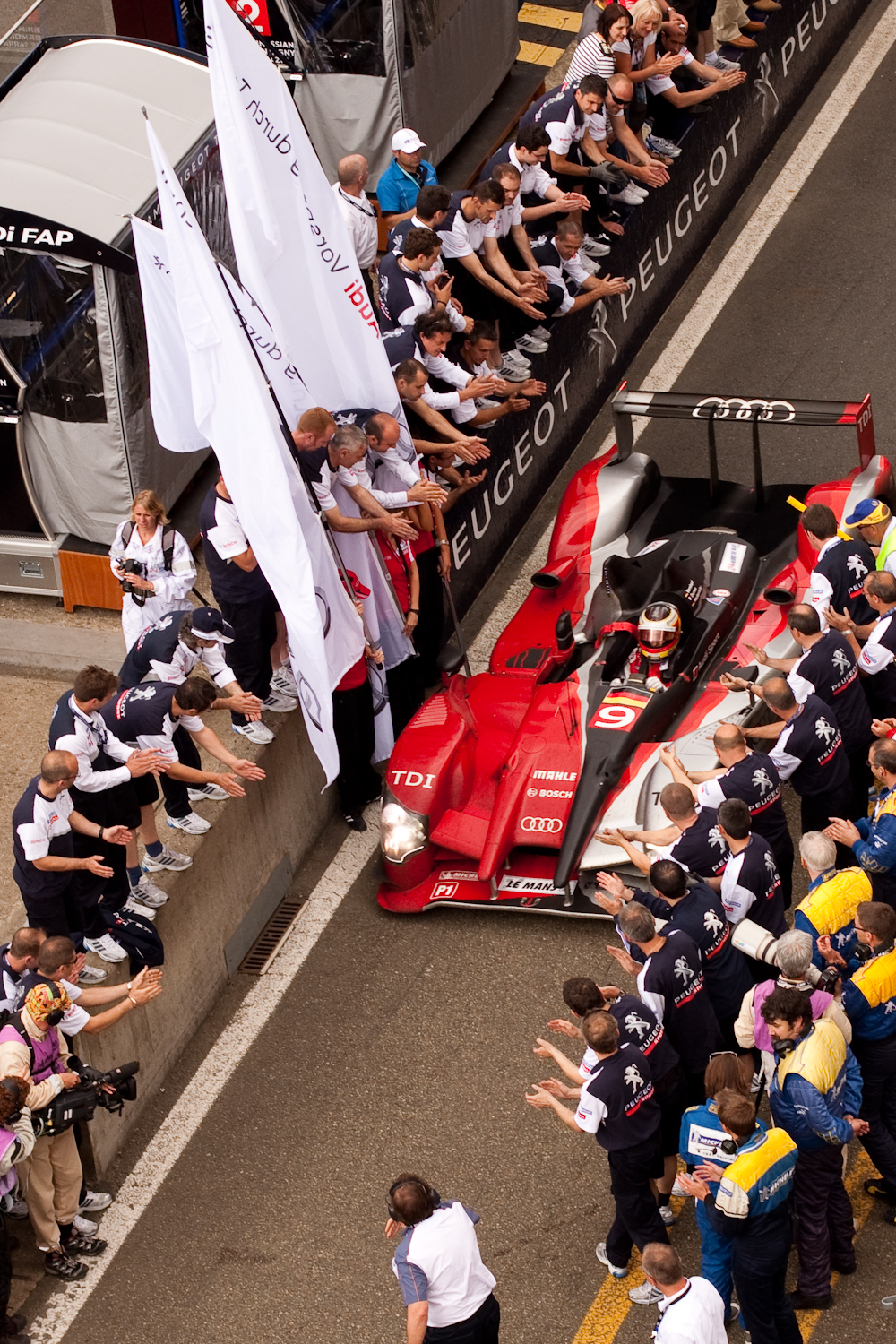
La Audi R15 TDI plus n. 9 vincitrice della gara, guidata da Timo Bernhard, Romain Dumas e Mike Rockenfeller, che ha stabilito un record di gara per la distanza complessiva percorsa

Una Peugeot 908 HDi FAP condivisa da Sébastien Bourdais, Pedro Lamy e Simon Pagenaud è partita dalla pole position dopo che Bourdais aveva stabilito il giro più veloce in qualifica nella prima sessione di qualifiche. Il team è rimasto in testa per le prime due ore prima di ritirarsi per un problema al montaggio delle sospensioni nella terza ora, cedendo la testa della corsa alla squadra gemella Peugeot composta da Anthony Davidson, Marc Gené e Alexander Wurz, fino a quando non hanno dovuto rientrare ai box per sostituire un alternatore guasto. Il terzo trio Peugeot, composto da Nicolas Minassian, Franck Montagny e Stéphane Sarrazin, è rimasto in testa per i successivi 144 giri prima che il motore si rompesse a causa della rottura di una biella. Questo ha portato la testa della corsa a un'Audi R15 TDI plus guidata da Timo Bernhard, Romain Dumas e Mike Rockenfeller di Audi Sport North America, che ha mantenuto la testa della corsa fino al traguardo. Per Bernhard, Dumas e Rockenfeller si è trattato della prima vittoria a Le Mans e della nona assoluta per l'Audi dal 2000. Il trio dell'Audi Sport Team Joest formato da Marcel Fässler, André Lotterer e Benoît Tréluyer ha concluso al secondo posto, un giro più indietro, mentre i loro compagni di squadra Rinaldo Capello, Tom Kristensen e Allan McNish hanno completato la tripletta Audi sul podio assoluto, altri due giri più indietro, al terzo posto.
La HPD ARX-01C della Strakka Racing, guidata da Jonny Kane, Nick Leventis e Danny Watts, ha vinto la categoria Le Mans Prototype 2 (LMP2) dopo aver condotto gli ultimi 267 giri. Avevano sei giri di vantaggio sul trio di OAK Racing, al secondo posto, composto da Jan Charouz, Matthieu Lahaye e Guillaume Moreau su una Pescarolo 01-Judd. Roland Berville, Julien Canal e Gabriele Gardel hanno vinto la classe Le Mans Grand Touring 1 (LMGT1) su una Saleen S7-R, assicurando a Larbre Compétition la sua quinta vittoria di categoria a Le Mans. La classifica di classe e il podio sono stati completati da David Hart, Stéphan Grégoire e Jérôme Policand, che condividevano la Chevrolet Corvette C6.R di Luc Alphand Aventures, e da Tomáš Enge, Peter Kox e Christoffer Nygaard del team Young Driver AMR su un'Aston Martin DBR9. Una Porsche 997 GT3-RSR del Team Felbermayr-Proton ha vinto la categoria Le Mans Grand Touring 2 (LMGT2) con i piloti Wolf Henzler, Marc Lieb e Richard Lietz. La Ferrari F430 GT2 del Team Farnbacher, condivisa da Dominik Farnbacher, Leh Keen e Allan Simonsen, si è classificata seconda a due giri di distacco, mentre il podio di classe è stato completato dal trio di BMS Scuderia Italia composto da Marco Holzer, Timo Scheider e Richard Westbrook su Porsche 997 GT3-RSR.

## Cambiamenti di contesto e di regolamentazione
La 24 Ore di Le Mans del 2010, la 78ª edizione dell'evento, si è svolta sul circuito stradale di 13,629 km del Circuit de la Sarthe, vicino a Le Mans, in Francia, dal 12 al 13 giugno. La gara ebbe inizio nel 1923, quando il giornalista automobilistico Charles Faroux, il segretario generale dell'Automobile Club de l'Ouest (ACO) Georges Durand e l'industriale Emile Coquile decisero di organizzare un test di affidabilità e durata dei veicoli. La 24 Ore di Le Mans è considerata la gara automobilistica più prestigiosa al mondo e fa parte della Tripla Corona del Motorsport.
Nel 2009, l'ACO ha approvato una serie di modifiche al regolamento della gara. Accettava le auto idonee per il campionato mondiale FIA GT1 se erano iscritte a uno qualsiasi dei campionati amministrati dall'ACO nell'American Le Mans Series (ALMS), Le Mans Series (LMS) o Asian Le Mans Series (ASLMS). In caso di incidente, ora ci sarebbero state tre safety car schierate anziché due come osservato nei round LMS, e i pannelli numerici illuminati erano obbligatori per le condizioni notturne.[6] I pit stop sono stati allungati a causa delle nuove normative sul cambio degli pneumatici progettate per impedire ai veicoli con abitacolo aperto di ottenere un vantaggio.

## La gara
Dopo la vittoria ottenuta nella precedente edizione, la Peugeot era la favorita dai pronostici per la vittoria con le sue quattro 908 HDi FAP, ma fu afflitta da una rottura della sospensione su una delle vetture nella prima parte della corsa e da rotture di motore sulle altre tre dopo l'alba. L'Audi si aggiudicò quindi la corsa, portando alla vittoria la sua nuova R15 TDI plus (una versione riveduta della R15 usata nel 2009), contando sulla affidabilità piuttosto che sulla velocità complessiva, come successe nel 2005 e nel 2008.
La vittoria dell'Audi segnò un nuovo primato di maggiore percorrenza chilometrica, battendo il precedente che risaliva al 1971 e apparteneva alla Porsche 917K, seppure su una configurazione del tracciato più veloce. La casa tedesca raggiunse inoltre la nona vittoria nella competizione in 12 anni di partecipazione alla 24 Ore di Le Mans e si affiancò alla Ferrari al secondo posto in termini di vittorie totali per costruttori.

### La classifica
| Pos.                                                    | Class Pos. | Class | No. | Team                       | Piloti                                              | Telaio                               | Gomme | Giri |
| Pos.                                                    | Class Pos. | Class | No. | Team                       | Piloti                                              | Motore                               | Gomme | Giri |
| ------------------------------------------------------- | ---------- | ----- | --- | -------------------------- | --------------------------------------------------- | ------------------------------------ | ----- | ---- |
| 1                                                       | 1          | LMP1  | 9   | Audi Sport North America   | Mike Rockenfeller Timo Bernhard Romain Dumas        | Audi R15 TDI plus                    | M     | 397  |
| 1                                                       | 1          | LMP1  | 9   | Audi Sport North America   | Mike Rockenfeller Timo Bernhard Romain Dumas        | Audi TDI 5.5 L Turbo V10 (Diesel)    | M     | 397  |
| 2                                                       | 2          | LMP1  | 8   | Audi Sport Team Joest      | André Lotterer Marcel Fässler Benoît Tréluyer       | Audi R15 TDI plus                    | M     | 396  |
| 2                                                       | 2          | LMP1  | 8   | Audi Sport Team Joest      | André Lotterer Marcel Fässler Benoît Tréluyer       | Audi TDI 5.5 L Turbo V10 (Diesel)    | M     | 396  |
| 3                                                       | 3          | LMP1  | 7   | Audi Sport Team Joest      | Tom Kristensen Allan McNish Rinaldo Capello         | Audi R15 TDI plus                    | M     | 394  |
| 3                                                       | 3          | LMP1  | 7   | Audi Sport Team Joest      | Tom Kristensen Allan McNish Rinaldo Capello         | Audi TDI 5.5 L Turbo V10 (Diesel)    | M     | 394  |
| 4                                                       | 4          | LMP1  | 6   | AIM Team Oreca Matmut      | Soheil Ayari Didier André Andy Meyrick              | Oreca 01                             | D     | 369  |
| 4                                                       | 4          | LMP1  | 6   | AIM Team Oreca Matmut      | Soheil Ayari Didier André Andy Meyrick              | AIM YS5.5 5.5 L V10                  | D     | 369  |
| 5                                                       | 1          | LMP2  | 42  | Strakka Racing             | Nick Leventis Danny Watts Jonny Kane                | HPD ARX-01C                          | M     | 367  |
| 5                                                       | 1          | LMP2  | 42  | Strakka Racing             | Nick Leventis Danny Watts Jonny Kane                | HPD AL7R 3.4 L V8                    | M     | 367  |
| 6                                                       | 5          | LMP1  | 007 | Aston Martin Racing        | Harold Primat Stefan Mücke Adrián Fernández         | Lola-Aston Martin B09/60             | M     | 365  |
| 6                                                       | 5          | LMP1  | 007 | Aston Martin Racing        | Harold Primat Stefan Mücke Adrián Fernández         | Aston Martin 6.0 L V12               | M     | 365  |
| 7                                                       | 2          | LMP2  | 35  | OAK Racing                 | Matthieu Lahaye Guillaume Moreau Jan Charouz        | Pescarolo 01                         | D     | 361  |
| 7                                                       | 2          | LMP2  | 35  | OAK Racing                 | Matthieu Lahaye Guillaume Moreau Jan Charouz        | Judd DB 3.4 L V8                     | D     | 361  |
| 8                                                       | 3          | LMP2  | 25  | RML                        | Mike Newton Thomas Erdos Andy Wallace               | Lola B08/80                          | D     | 358  |
| 8                                                       | 3          | LMP2  | 25  | RML                        | Mike Newton Thomas Erdos Andy Wallace               | HPD AL7R 3.4 L V8                    | D     | 358  |
| 9                                                       | 4          | LMP2  | 24  | OAK Racing                 | Jacques Nicolet Richard Hein Jean-François Yvon     | Pescarolo 01                         | D     | 341  |
| 9                                                       | 4          | LMP2  | 24  | OAK Racing                 | Jacques Nicolet Richard Hein Jean-François Yvon     | Judd DB 3.4 L V8                     | D     | 341  |
| 10                                                      | 5          | LMP2  | 41  | Team Bruichladdich         | Tim Greaves Karim Ojjeh Gary Chalandon              | Ginetta-Zytek GZ09S/2                | D     | 341  |
| 10                                                      | 5          | LMP2  | 41  | Team Bruichladdich         | Tim Greaves Karim Ojjeh Gary Chalandon              | Zytek ZG348 3.4 L V8                 | D     | 341  |
| 11                                                      | 1          | LMGT2 | 77  | Team Felbermayr-Proton     | Marc Lieb Richard Lietz Wolf Henzler                | Porsche 997 GT3-RSR                  | M     | 338  |
| 11                                                      | 1          | LMGT2 | 77  | Team Felbermayr-Proton     | Marc Lieb Richard Lietz Wolf Henzler                | Porsche 4.0 L Flat-6                 | M     | 338  |
| 12                                                      | 2          | LMGT2 | 89  | Hankook Team Farnbacher    | Dominik Farnbacher Allan Simonsen Leh Keen          | Ferrari F430 GT2                     | H     | 336  |
| 12                                                      | 2          | LMGT2 | 89  | Hankook Team Farnbacher    | Dominik Farnbacher Allan Simonsen Leh Keen          | Ferrari 4.0 L V8                     | H     | 336  |
| 13                                                      | 1          | LMGT1 | 50  | Larbre Compétition         | Roland Berville Julien Canal Gabriele Gardel        | Saleen S7-R                          | M     | 331  |
| 13                                                      | 1          | LMGT1 | 50  | Larbre Compétition         | Roland Berville Julien Canal Gabriele Gardel        | Ford 7.0 L V8                        | M     | 331  |
| 14                                                      | 3          | LMGT2 | 97  | BMS Scuderia Italia SpA    | Marco Holzer Richard Westbrook Timo Scheider        | Porsche 997 GT3-RSR                  | M     | 327  |
| 14                                                      | 3          | LMGT2 | 97  | BMS Scuderia Italia SpA    | Marco Holzer Richard Westbrook Timo Scheider        | Porsche 4.0 L Flat-6                 | M     | 327  |
| 15                                                      | 2          | LMGT1 | 72  | Luc Alphand Aventures      | Stéphane Grégoire Jérôme Policand David Hart        | Corvette C6.R                        | D     | 327  |
| 15                                                      | 2          | LMGT1 | 72  | Luc Alphand Aventures      | Stéphane Grégoire Jérôme Policand David Hart        | Corvette LS7.R 7.0 L V8              | D     | 327  |
| 16                                                      | 4          | LMGT2 | 95  | AF Corse SRL               | Giancarlo Fisichella Jean Alesi Toni Vilander       | Ferrari F430 GT2                     | M     | 323  |
| 16                                                      | 4          | LMGT2 | 95  | AF Corse SRL               | Giancarlo Fisichella Jean Alesi Toni Vilander       | Ferrari 4.0 L V8                     | M     | 323  |
| 17                                                      | 5          | LMGT2 | 76  | IMSA Performance Matmut    | Raymond Narac Patrick Pilet Patrick Long            | Porsche 997 GT3-RSR                  | M     | 321  |
| 17                                                      | 5          | LMGT2 | 76  | IMSA Performance Matmut    | Raymond Narac Patrick Pilet Patrick Long            | Porsche 4.0 L Flat-6                 | M     | 321  |
| 18                                                      | 6          | LMP2  | 28  | Race Performance AG        | Pierre Bruneau Marc Rostan Ralph Meichtry           | Radical SR9                          | D     | 321  |
| 18                                                      | 6          | LMP2  | 28  | Race Performance AG        | Pierre Bruneau Marc Rostan Ralph Meichtry           | Judd DB 3.4 L V8                     | D     | 321  |
| 19                                                      | 6          | LMGT2 | 78  | BMW Motorsport             | Jörg Müller Augusto Farfus Uwe Alzen                | BMW M3 GT2                           | D     | 320  |
| 19                                                      | 6          | LMGT2 | 78  | BMW Motorsport             | Jörg Müller Augusto Farfus Uwe Alzen                | BMW 4.0 L V8                         | D     | 320  |
| 20                                                      | 7          | LMP2  | 40  | Quifel ASM Team            | Miguel Amaral Olivier Pla Warren Hughes             | Ginetta-Zytek GZ09S/2                | M     | 318  |
| 20                                                      | 7          | LMP2  | 40  | Quifel ASM Team            | Miguel Amaral Olivier Pla Warren Hughes             | Zytek ZG348 3.4 L V8                 | M     | 318  |
| 21                                                      | 7          | LMGT2 | 75  | Prospeed Competition       | Paul van Splunteren Niek Hommerson Louis Machiels   | Porsche 997 GT3-RSR                  | M     | 317  |
| 21                                                      | 7          | LMGT2 | 75  | Prospeed Competition       | Paul van Splunteren Niek Hommerson Louis Machiels   | Porsche 4.0 L Flat-6                 | M     | 317  |
| 22                                                      | 3          | LMGT1 | 52  | Young Driver AMR           | Tomáš Enge Christoffer Nygaard Peter Kox            | Aston Martin DBR9                    | M     | 311  |
| 22                                                      | 3          | LMGT1 | 52  | Young Driver AMR           | Tomáš Enge Christoffer Nygaard Peter Kox            | Aston Martin 6.0 L V12               | M     | 311  |
| 23                                                      | 8          | LMP2  | 37  | Gerard Welter              | Philippe Salini Stéphane Salini Tristan Gommendy    | WR LMP2008                           | D     | 308  |
| 23                                                      | 8          | LMP2  | 37  | Gerard Welter              | Philippe Salini Stéphane Salini Tristan Gommendy    | Zytek ZG348 3.4 L V8                 | D     | 308  |
| 24                                                      | 8          | LMGT2 | 88  | Team Felbermayr-Proton     | Horst Felbermayr Horst Felbermayr Jr. Miro Konopka  | Porsche 997 GT3-RSR                  | M     | 304  |
| 24                                                      | 8          | LMGT2 | 88  | Team Felbermayr-Proton     | Horst Felbermayr Horst Felbermayr Jr. Miro Konopka  | Porsche 4.0 L Flat-6                 | M     | 304  |
| 25                                                      | 9          | LMP2  | 26  | Highcroft Racing           | David Brabham Marino Franchitti Marco Werner        | HPD ARX-01C                          | M     | 296  |
| 25                                                      | 9          | LMP2  | 26  | Highcroft Racing           | David Brabham Marino Franchitti Marco Werner        | HPD AL7R 3.4 L V8                    | M     | 296  |
| 26                                                      | 10         | LMP2  | 39  | KSM                        | Jean de Pourtales Hideki Noda Jonathan Kennard      | Lola B07/40                          | D     | 291  |
| 26                                                      | 10         | LMP2  | 39  | KSM                        | Jean de Pourtales Hideki Noda Jonathan Kennard      | Judd DB 3.4 L V8                     | D     | 291  |
| 27                                                      | 9          | LMGT2 | 85  | Spyker Squadron            | Tom Coronel Peter Dumbreck Jeroen Bleekemolen       | Spyker C8 Laviolette GT2-R           | M     | 280  |
| 27                                                      | 9          | LMGT2 | 85  | Spyker Squadron            | Tom Coronel Peter Dumbreck Jeroen Bleekemolen       | Audi 4.0 L V8                        | M     | 280  |
| Non classificati (NC) - meno del 70% di gara (277 giri) |            |       |     |                            |                                                     |                                      |       |      |
| 28                                                      | 6          | LMP1  | 11  | Drayson Racing             | Paul Drayson Jonny Cocker Emanuele Pirro            | Lola B09/60                          | M     | 254  |
| 28                                                      | 6          | LMP1  | 11  | Drayson Racing             | Paul Drayson Jonny Cocker Emanuele Pirro            | Judd GV5.5 S2 5.5 L V10              | M     | 254  |
| Gara non terminata (DNF)                                |            |       |     |                            |                                                     |                                      |       |      |
| 29                                                      | 7          | LMP1  | 4   | Team Oreca Matmut          | Olivier Panis Nicolas Lapierre Loïc Duval           | Peugeot 908 HDi FAP                  | M     | 373  |
| 29                                                      | 7          | LMP1  | 4   | Team Oreca Matmut          | Olivier Panis Nicolas Lapierre Loïc Duval           | Peugeot HDi 5.5 L Turbo V12 (Diesel) | M     | 373  |
| 30                                                      | 8          | LMP1  | 009 | Aston Martin Racing        | Darren Turner Juan Barazi Sam Hancock               | Lola-Aston Martin B09/60             | M     | 368  |
| 30                                                      | 8          | LMP1  | 009 | Aston Martin Racing        | Darren Turner Juan Barazi Sam Hancock               | Aston Martin 6.0 L V12               | M     | 368  |
| 31                                                      | 9          | LMP1  | 1   | Team Peugeot Total         | Alexander Wurz Marc Gené Anthony Davidson           | Peugeot 908 HDi FAP                  | M     | 360  |
| 31                                                      | 9          | LMP1  | 1   | Team Peugeot Total         | Alexander Wurz Marc Gené Anthony Davidson           | Peugeot HDi 5.5 L Turbo V12 (Diesel) | M     | 360  |
| 32                                                      | 10         | LMP1  | 15  | Kolles                     | Christian Bakkerud Oliver Jarvis Christijan Albers  | Audi R10 TDI                         | M     | 331  |
| 32                                                      | 10         | LMP1  | 15  | Kolles                     | Christian Bakkerud Oliver Jarvis Christijan Albers  | Audi TDI 5.5 L Turbo V12 (Diesel)    | M     | 331  |
| 33                                                      | 11         | LMP1  | 008 | Signature-Plus             | Pierre Ragues Franck Mailleux Vanina Ickx           | Lola-Aston Martin B09/60             | D     | 302  |
| 33                                                      | 11         | LMP1  | 008 | Signature-Plus             | Pierre Ragues Franck Mailleux Vanina Ickx           | Aston Martin 6.0 L V12               | D     | 302  |
| 34                                                      | 12         | LMP1  | 2   | Team Peugeot Total         | Nicolas Minassian Stéphane Sarrazin Franck Montagny | Peugeot 908 HDi FAP                  | M     | 264  |
| 34                                                      | 12         | LMP1  | 2   | Team Peugeot Total         | Nicolas Minassian Stéphane Sarrazin Franck Montagny | Peugeot HDi 5.5 L Turbo V12 (Diesel) | M     | 264  |
| 35                                                      | 10         | LMGT2 | 64  | Corvette Racing            | Oliver Gavin Olivier Beretta Emmanuel Collard       | Corvette C6.R                        | M     | 255  |
| 35                                                      | 10         | LMGT2 | 64  | Corvette Racing            | Oliver Gavin Olivier Beretta Emmanuel Collard       | Corvette 5.5 L V8                    | M     | 255  |
| 36                                                      | 4          | LMGT1 | 73  | Luc Alphand Aventures      | Julien Jousse Xavier Maassen Patrice Goueslard      | Corvette C6.R                        | D     | 238  |
| 36                                                      | 4          | LMGT1 | 73  | Luc Alphand Aventures      | Julien Jousse Xavier Maassen Patrice Goueslard      | Corvette LS7.R 7.0 L V8              | D     | 238  |
| 37                                                      | 11         | LMGT2 | 63  | Corvette Racing            | Johnny O'Connell Jan Magnussen Antonio García       | Corvette C6.R                        | M     | 225  |
| 37                                                      | 11         | LMGT2 | 63  | Corvette Racing            | Johnny O'Connell Jan Magnussen Antonio García       | Corvette 5.5 L V8                    | M     | 225  |
| 38                                                      | 12         | LMGT2 | 83  | Risi Competizione          | Tracy Krohn Niclas Jönsson Eric van de Poele        | Ferrari F430 GT2                     | M     | 197  |
| 38                                                      | 12         | LMGT2 | 83  | Risi Competizione          | Tracy Krohn Niclas Jönsson Eric van de Poele        | Ferrari 4.0 L V8                     | M     | 197  |
| 39                                                      | 13         | LMP1  | 14  | Kolles Level 5 Motorsports | Scott Tucker Manuel Rodrigues Christophe Bouchut    | Audi R10 TDI                         | M     | 182  |
| 39                                                      | 13         | LMP1  | 14  | Kolles Level 5 Motorsports | Scott Tucker Manuel Rodrigues Christophe Bouchut    | Audi TDI 5.5 L Turbo V12 (Diesel)    | M     | 182  |
| 40                                                      | 14         | LMP1  | 12  | Rebellion Racing           | Nicolas Prost Neel Jani Marco Andretti              | Lola B10/60                          | M     | 175  |
| 40                                                      | 14         | LMP1  | 12  | Rebellion Racing           | Nicolas Prost Neel Jani Marco Andretti              | Rebellion 5.5 L V10                  | M     | 175  |
| 41                                                      | 5          | LMGT1 | 60  | Matech Competition         | Thomas Mutsch Romain Grosjean Jonathan Hirschi      | Ford GT1                             | M     | 171  |
| 41                                                      | 5          | LMGT1 | 60  | Matech Competition         | Thomas Mutsch Romain Grosjean Jonathan Hirschi      | Ford 5.3 L V8                        | M     | 171  |
| 42                                                      | 15         | LMP1  | 13  | Rebellion Racing           | Jean-Christophe Boullion Andrea Belicchi Guy Smith  | Lola B10/60                          | M     | 143  |
| 42                                                      | 15         | LMP1  | 13  | Rebellion Racing           | Jean-Christophe Boullion Andrea Belicchi Guy Smith  | Rebellion 5.5 L V10                  | M     | 143  |
| 43                                                      | 6          | LMGT1 | 69  | JLOC                       | Atsushi Yogo Koji Yamanishi Hiroyuki Iiri           | Lamborghini Murciélago LP670 R-SV    | Y     | 138  |
| 43                                                      | 6          | LMGT1 | 69  | JLOC                       | Atsushi Yogo Koji Yamanishi Hiroyuki Iiri           | Lamborghini 6.5 L V12                | Y     | 138  |
| 44                                                      | 13         | LMGT2 | 82  | Risi Competizione          | Jaime Melo Gianmaria Bruni Pierre Kaffer            | Ferrari F430 GT2                     | M     | 116  |
| 44                                                      | 13         | LMGT2 | 82  | Risi Competizione          | Jaime Melo Gianmaria Bruni Pierre Kaffer            | Ferrari 4.0 L V8                     | M     | 116  |
| 45                                                      | 14         | LMGT2 | 92  | JMW Motorsport             | Rob Bell Tim Sugden Bryce Miller                    | Aston Martin V8 Vantage GT2          | D     | 71   |
| 45                                                      | 14         | LMGT2 | 92  | JMW Motorsport             | Rob Bell Tim Sugden Bryce Miller                    | Aston Martin 4.5 L V8                | D     | 71   |
| 46                                                      | 15         | LMGT2 | 80  | Flying Lizard Motorsports  | Seth Neiman Darren Law Jörg Bergmeister             | Porsche 997 GT3-RSR                  | M     | 61   |
| 46                                                      | 15         | LMGT2 | 80  | Flying Lizard Motorsports  | Seth Neiman Darren Law Jörg Bergmeister             | Porsche 4.0 L Flat-6                 | M     | 61   |
| 47                                                      | 7          | LMGT1 | 61  | Matech Competition         | Natacha Gachnang Cyndie Allemann Rahel Frey         | Ford GT1                             | M     | 59   |
| 47                                                      | 7          | LMGT1 | 61  | Matech Competition         | Natacha Gachnang Cyndie Allemann Rahel Frey         | Ford 5.3 L V8                        | M     | 59   |
| 48                                                      | 11         | LMP2  | 29  | Racing Box SRL             | Luca Pirri Marco Cioci Piergiuseppe Perazzini       | Lola B08/80                          | D     | 57   |
| 48                                                      | 11         | LMP2  | 29  | Racing Box SRL             | Luca Pirri Marco Cioci Piergiuseppe Perazzini       | Judd DB 3.4 L V8                     | D     | 57   |
| 49                                                      | 16         | LMGT2 | 79  | BMW Motorsport             | Andy Priaulx Dirk Müller Dirk Werner                | BMW M3 GT2                           | D     | 53   |
| 49                                                      | 16         | LMGT2 | 79  | BMW Motorsport             | Andy Priaulx Dirk Müller Dirk Werner                | BMW 4.0 L V8                         | D     | 53   |
| 50                                                      | 12         | LMP2  | 38  | Pegasus Racing             | Julien Schell Frédéric da Rocha David Zollinger     | Norma M200                           | D     | 40   |
| 50                                                      | 12         | LMP2  | 38  | Pegasus Racing             | Julien Schell Frédéric da Rocha David Zollinger     | Judd DB 3.4 L V8                     | D     | 40   |
| 51                                                      | 16         | LMP1  | 3   | Peugeot Sport Total        | Sébastien Bourdais Pedro Lamy Simon Pagenaud        | Peugeot 908 HDi FAP                  | M     | 38   |
| 51                                                      | 16         | LMP1  | 3   | Peugeot Sport Total        | Sébastien Bourdais Pedro Lamy Simon Pagenaud        | Peugeot HDi 5.5 L Turbo V12 (Diesel) | M     | 38   |
| 52                                                      | 8          | LMGT1 | 70  | Marc VDS Racing            | Eric de Doncker Bas Leinders Markus Palttala        | Ford GT1                             | M     | 26   |
| 52                                                      | 8          | LMGT1 | 70  | Marc VDS Racing            | Eric de Doncker Bas Leinders Markus Palttala        | Ford 5.0 L V8                        | M     | 26   |
| 53                                                      | 17         | LMP1  | 5   | Beechdean Mansell          | Nigel Mansell Greg Mansell Leo Mansell              | Ginetta-Zytek GZ09S                  | D     | 4    |
| 53                                                      | 17         | LMP1  | 5   | Beechdean Mansell          | Nigel Mansell Greg Mansell Leo Mansell              | Zytek ZJ458 4.5 L V8                 | D     | 4    |
| 54                                                      | 17         | LMGT2 | 81  | Jaguar RSR                 | Paul Gentilozzi Ryan Dalziel Marc Goossens          | Jaguar XKR GT2                       | Y     | 4    |
| 54                                                      | 17         | LMGT2 | 81  | Jaguar RSR                 | Paul Gentilozzi Ryan Dalziel Marc Goossens          | Jaguar 5.0 L V8                      | Y     | 4    |
| 55                                                      | 18         | LMP1  | 19  | Michael Lewis/Autocon      | Michael Lewis Bryan Willman Tony Burgess            | Lola B06/10                          | D     | 1    |
| 55                                                      | 18         | LMP1  | 19  | Michael Lewis/Autocon      | Michael Lewis Bryan Willman Tony Burgess            | AER P32T 4.0 L Turbo V8              | D     | 1    |
| Non partiti (DNS)                                       |            |       |     |                            |                                                     |                                      |       |      |
| DNS                                                     | -          | LMGT2 | 96  | AF Corse SRL               | Luís Pérez Companc Matías Russo Mika Salo           | Ferrari F430 GT2                     | M     | -    |
| DNS                                                     | -          | LMGT2 | 96  | AF Corse SRL               | Luís Pérez Companc Matías Russo Mika Salo           | Ferrari 4.0 L V8                     | M     | -    |